# Sällskapet Festivitas

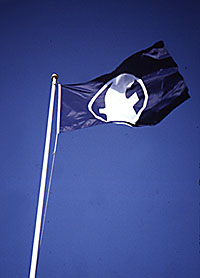
Sällskapet Festivitas flagga

Sällskapet Festivitas (Societas Festivitas) är ett ordenssällskap för män bildat 1965 i Uppsala. Sällskapet Festivitas finns förutom i Uppsala även i Lund (1981), Köpenhamn (1995) och Åbo (2007). Alumniverksamhet finns i Stockholm (2015), Göteborg (2018) och Helsingfors (2022).
Sällskapet Festivitas är en sammanslutning vars medlemmar visat stort engagemang och på förtjänstfullt sätt verkat inom någon studentorganisation, och inom dessa ansvarat för kvalificerade arrangemang med kulinariska upplevelser och anpassande utskänkning, vilket meriterat deras medlemskap.